# 마크 라이언
마크 라이언(Mark Ryan, 1956년 6월 7일 ~ )은 잉글랜드의 배우이자 성우이다.

## 목소리 출연작
- 트랜스포머 - 범블비
- 트랜스포머2: 폴른의 복수 - 제트파이어
- 트랜스포머: 사라진 시대 - 락다운